# Record d'Europe de natation messieurs du 50 mètres dos
Progression du record d'Europe de natation sportive messieurs pour l'épreuve du 200 mètres dos en bassin de 50 et 25 mètres.

## Bassin de 50 mètres
| Temps      | Athlète            | Naissance | Âge | Nationalité | Compétition                         | Lieu      | Date            |
| ---------- | ------------------ | --------- | --- | ----------- | ----------------------------------- | --------- | --------------- |
| 25 s 71    | Franck Schott      | 1970      | 24  | France      | Championnats de France              | Lille     | 18 mars 1994    |
| 25 s 66    | Stev Theloke       | 1978      | 21  | Allemagne   | Championnats d'Europe               | Istanbul  | 29 juillet 1999 |
| 25 s 63    | Stev Theloke       | 1978      | 22  | Allemagne   |                                     | Berlin    | 15 juin 2000    |
| 25 s 60    | Stev Theloke       | 1978      | 22  | Allemagne   | Championnats d'Europe               | Helsinki  | 6 juillet 2000  |
| 25 s 31    | Thomas Rupprath    | 1977      | 24  | Allemagne   | Championnats du monde (d)           | Fukuoka   | 24 juillet 2001 |
| 25 s 20    | Thomas Rupprath    | 1977      | 25  | Allemagne   | Championnats d'Europe (s)           | Berlin    | 31 juillet 2002 |
| 25 s 00    | Thomas Rupprath    | 1977      | 25  | Allemagne   | Championnats d'Europe (d)           | Berlin    | 31 juillet 2002 |
| 24 s 80 RM | Thomas Rupprath    | 1977      | 26  | Allemagne   | Championnats du monde (f)           | Barcelone | 27 juillet 2003 |
| 24 s 47 RM | Liam Tancock       | 1985      | 22  | Royaume-Uni | Championnats de Grande-Bretagne (s) | Sheffield | 2 avril 2008    |
| 24 s 08 RM | Liam Tancock       | 1985      | 24  | Royaume-Uni | Championnats du monde (d)           | Rome      | 1er août 2009   |
| 24 s 04 RM | Liam Tancock       | 1985      | 24  | Royaume-Uni | Championnats du monde (f)           | Rome      | 2 août 2009     |
| 23 s 80 RM | Kliment Kolesnikov | 2000      | 21  | Russie      | Championnats d'Europe (f)           | Budapest  | 18 mai 2021     |
| 23 s 55 RM | Kliment Kolesnikov | 2000      |     | Russie      | Russian National Swimming Cup       | Kazan     | 27 juillet 2023 |

## Bassin de 25 mètres
| Temps   | Athlète           | Naissance | Âge | Nationalité          | Compétition                        | Lieu          | Date             |
| ------- | ----------------- | --------- | --- | -------------------- | ---------------------------------- | ------------- | ---------------- |
| 25 s 47 | Frank Hoffmeister | 1965      | 22  | Allemagne de l'Ouest |                                    | Bonn          | 7 février 1987   |
| 25 s 43 | Frank Hoffmeister | 1965      | 26  | Allemagne            |                                    | Bonn          | 17 mars 1991     |
| 25 s 43 | Frank Hoffmeister | 1965      | 26  | Allemagne            |                                    | Malmö         | 19 mars 1991     |
| 25 s 24 | Frank Hoffmeister | 1965      | 26  | Allemagne            |                                    | Rostock       | 24 mars 1991     |
| 25 s 18 | Jani Sievinen     | 1974      | 17  | Finlande             |                                    | Gelsenkirchen | 7 décembre 1991  |
| 25 s 01 | Rudi Dollmayer    | 1966      | 26  | Suède                |                                    | Malmö         | 22 janvier 1992  |
| 24 s 81 | Jani Sievinen     | 1974      | 18  | Finlande             |                                    | Hyvinkaa      | 14 novembre 1992 |
| 24 s 66 | Alexander Popov   | 1971      | 23  | Russie               |                                    | Gênes         | 13 mars 1994     |
| 24 s 60 | Franck Schott     | 1970      | 24  | France               | Coupe du monde                     | Paris         | 27 mars 1994     |
| 24 s 56 | Vladimir Selkov   | 1971      | 24  | Russie               |                                    | Gelsenkirchen | 19 février 1995  |
| 24 s 52 | Tomislav Karlo    | 1970      | 17  | Croatie              |                                    | Paris         | 9 février 1997   |
| 24 s 41 | Thomas Rupprath   | 1977      | 21  | Allemagne            | Championnats d'Europe              | Sheffield     | 11 décembre 1998 |
| 24 s 13 | Thomas Rupprath   | 1977      | 21  | Allemagne            | Championnats d'Europe              | Sheffield     | 11 décembre 1998 |
| 23 s 75 | Thomas Rupprath   | 1977      | 24  | Allemagne            |                                    | Rostock       | 30 novembre 2001 |
| 23 s 42 | Thomas Rupprath   | 1977      | 27  | Allemagne            |                                    | Essen         | 26 novembre 2004 |
| 23 s 27 | Thomas Rupprath   | 1977      | 27  | Allemagne            | Championnats d'Europe              | Vienne        | 10 décembre 2004 |
| 23 s 27 | Aschwin Wildeboer | 1986      | 22  | Espagne              | Championnats d'Europe (rf)         | Rijeka        | 11 décembre 2008 |
| 23 s 15 | Lubos Krizko      | 1979      | 29  | Slovaquie            | Championnats d'Europe (d)          | Rijeka        | 12 décembre 2008 |
| 23 s 14 | Aschwin Wildeboer | 1986      | 22  | Espagne              | Championnats d'Espagne             | Madrid        | 19 décembre 2008 |
| 23 s 12 | Aschwin Wildeboer | 1986      | 23  | Espagne              | Coupe nationale d'Espagne (r)      | Sabadell      | 18 avril 2009    |
| 23 s 10 | Liam Tancock      | 1985      | 24  | Royaume-Uni          | British Gas Swimmng grand prix (f) | Leeds         | 7 août 2009      |
| 22 s 94 | Stanislav Donets  | 1983      | 26  | Russie               | Coupe du monde (f)                 | Moscou        | 7 novembre 2009  |
| 22 s 91 | Thomas Rupprath   | 1977      | 32  | Allemagne            | Championnats d'Allemagne           | Essen         | 27 novembre 2009 |
| 22 s 86 | Stanislav Donets  | 1983      | 26  | Russie               | Championnats d'Europe (rf)         | Istanbul      | 10 décembre 2009 |
| 22 s 80 | Stanislav Donets  | 1983      | 26  | Russie               | Championnats d'Europe (s)          | Istanbul      | 11 décembre 2009 |
| 22 s 79 | Stanislav Donets  | 1983      | 26  | Russie               | Championnats d'Europe (d)          | Istanbul      | 11 décembre 2009 |
| 22 s 76 | Stanislav Donets  | 1983      | 26  | Russie               | Championnats d'Europe (f)          | Istanbul      | 11 décembre 2009 |
| 22 s 74 | Stanislav Donets  | 1983      | 27  | Russie               | Championnats d'Europe (f)          | Eindhoven     | 26 novembre 2010 |
| 22 s 22 | Florent Manaudou  | 1990      | 24  | France               | Championnats du monde (f)          | Doha          | 6 décembre 2014  |